# جیمز دیس
جیمز دیس (انگلیسی: James Deese؛ ۱۹۹۹-۱۹۲۱) روان‌شناس و پژوهشگر اهل ایالات متحده آمریکا بود.
وی دانش‌آموختهٔ دانشگاه ایندیانا و از شاگردان بی.اف. اسکینر و وینتروپ کلاگ بود و بعدها به همکاری با نوآم چامسکی پرداخت.
جیمز دیس استاد دانشگاه جانز هاپکینز و دانشگاه ویرجینیا و مدتی نیز رئیس انجمن روان‌شناسی آمریکا بود.